# Grupa Zagranica
Grupa Zagranica – związek stowarzyszeń zrzeszający polskie organizacje pozarządowe zaangażowane w międzynarodową współpracę rozwojową, wspieranie demokracji, pomoc humanitarną i edukację globalną. Do Grupy Zagranica należy 59 organizacji [stan na marzec 2025]. Grupa Zagranica jest członkiem sieci CONCORD – Europejskiej Konfederacji Organizacji Pozarządowych na rzecz Pomocy i Rozwoju.

## Cele szczegółowe
- rzecznictwo interesów polskich organizacji pozarządowych zaangażowanych we współpracę rozwojową, wspieranie demokracji, pomoc humanitarną i edukację globalną wobec partnerów zewnętrznych, w tym polskiej i europejskiej administracji publicznej;
- wspieranie wymiany informacji i doświadczeń oraz współpracy pomiędzy organizacjami członkowskimi Grupy;
- ułatwianie nawiązywania współpracy pomiędzy polskimi organizacjami pozarządowymi a ich potencjalnymi partnerami zagranicą;
- wspomaganie technicznie, szkoleniowo i informacyjnie polskie organizacje pozarządowe, w szczególności organizacje członkowskie Grupy[2].

## Działania
- wzmacnianie kompetencji i profesjonalizacja działań organizacji;
- tworzenie przestrzeni dla wymiany doświadczeń i współpracy wewnątrz sektora;
- wyznaczanie standardów pracy;
- umożliwianie dostępu do specjalistycznych informacji i nawiązywaniu nowych relacji;
- uczestnictwo w tworzeniu polityki zagranicznej na poziomie polskim i międzynarodowym;
- komunikację o znaczeniu i rezultatach pracy organizacji rozwojowych;
- popularyzację wiedzy o współpracy rozwojowej w społeczeństwie[2].

## Historia
Organizacje skupione w Grupie Zagranica współpracują ze sobą od 2001 r. Ważnym impulsem do rozpoczęcia współpracy była konferencja „NATO, Unia Europejska, Europa Środkowa i Wschodnia. Organizacje pozarządowe w polskiej polityce zagranicznej”, zorganizowana przez Fundację im. Stefana Batorego we współpracy z Ministerstwem Spraw Zagranicznych w grudniu 1999 r., która pokazała potencjalne obszary współpracy.
Pierwsze spotkanie organizacji zainteresowanych utworzeniem Grupy odbyło się w marcu 2001 r. W lipcu 2001 Grupa przyjęła dokument Dobra praktyka w pracy polskich organizacji pozarządowych za granicą, wyznaczający normy postępowania organizacji pozarządowych przy realizacji programów międzynarodowych. W lipcu 2004 r. podczas zebrania założycielskiego powołano Związek Stowarzyszeń Grupa Zagranica oraz przyjęto jako podstawę jego działania statut przygotowany wspólnie przez organizacje członkowskie. Stworzono również stały sekretariat. W październiku 2004 Grupa Zagranica została zarejestrowana jako związek stowarzyszeń i wpisana do KRS.
Od początku współpracy organizacje uczestniczyły wspólnie w wielu konferencjach i spotkaniach, opracowały dokumenty programowe dotyczące polskiej pomocy zagranicznej, konsultowały rządowe dokumenty dotyczące pomocy dla krajów w okresie transformacji i krajów rozwijających się, znalazły w Europie partnerów zajmujących się bliską im tematyką, a ponadto zainteresowały swoją działalnością kolejne polskie organizacje, które poszerzyły grono członków Grupy Zagranica.

## Organizacje członkowskie
Lista organizacji członkowskich, stan z marca 2025:
1. Amnesty International Polska
2. Centrum Edukacji Obywatelskiej
3. Centrum Stosunków Międzynarodowych
4. Europejski Instytut na rzecz Demokracji[4]
5. Forum Młodych Dyplomatów[5]
6. Fundacja ADRA Polska[6]
7. Fundacja “Africa Help”
8. Fundacja Ari Ari[7]
9. Fundacja to.proste[8]
10. Fundacja Dobra Wola[9]
11. Fundacja Dzieła Kolpinga w Polsce[10]
12. Fundacja Edukacja dla Demokracji
13. Fundacja Emic
14. Fundacja Go'n'Act[11]
15. Fundacja HumanDoc
16. Fundacja Inicjatyw Menedżerskich[12]
17. Fundacja Inna Przestrzeń
18. Fundacja Kalejdoskop Kultur[13]
19. Fundacja KIABAKARI[14]
20. Fundacja „Krzyżowa” dla Porozumienia Europejskiego[15]
21. Fundacja Fairtrade Polska[16]
22. Fundacja Kupuj Odpowiedzialnie[17]
23. Fundacja Mogę się Uczyć[18]
24. Fundacja Otwarty Plan[19]
25. Fundacja Polityki Rozwojowej[20]
26. Fundacja Pomocy Humanitarnej „Redemptoris Missio”[21]
27. Fundacja Przyjaźń Sztuka Edukacja
28. Fundacja Rozwoju Społeczeństwa Informacyjnego[22]
29. Fundacja „WOT”[23]
30. Fundacja WWF Polska
31. Fundacja Verda
32. Gdańska Fundacja Oświatowa[24]
33. Instytut Globalnej Odpowiedzialności[25]
34. Instytut Rozwoju Obszarów Wiejskich
35. Instytut Spraw Publicznych
36. Instytut Studiów Strategicznych
37. Kolegium Europy Wschodniej im. Jana Nowaka-Jeziorańskiego
38. Małopolskie Towarzystwo Oświatowe[26]
39. Pallotyńska Fundacja Misyjna Salvatti.pl[27]
40. Polska Akcja Humanitarna
41. Polska Fundacja im. Roberta Schumana
42. Polska Misja Medyczna
43. Polska Zielona Sieć[28]
44. Polski Zespół Humanitarny[29]
45. Polskie Stowarzyszenie Sprawiedliwego Handlu[30]
46. Polsko-Amerykańska Fundacja Wolności
47. Salezjański Wolontariat Misyjny – MŁODZI ŚWIATU[31]
48. Stowarzyszenie Aktywności Przeróżnych niemarudni.pl[32]
49. Stowarzyszenie „Jeden Świat”
50. Stowarzyszenie Leczymy z Misją
51. Stowarzyszenie Misji Afrykańskich, Centrum Charytatywno-Wolontariackie „Solidarni”
52. Stowarzyszenie "Na Styku"[33]
53. Stowarzyszenie Willa Decjusza
54. Stowarzyszenie "SOS Wioski Dziecięce"
55. Stowarzyszenie Współpracy Kobiet / NEWW (Network of East-West Women)
56. Towarzystwo Demokratyczne Wschód[34]
57. Wschodnioeuropejskie Centrum Demokratyczne[35]
58. YFU Polska
59. Yorghas Foundation[36]